# Арашенда (Горийский муниципалитет)
Арашенда (груз. არაშენდა) — село в Грузии, на территории Горийского муниципалитета края (мхаре) Шида-Картли.

## География
Село находится в центральной части Грузии, к западу от реки Большая Лиахви, на расстоянии приблизительно 7 километров (по прямой) к северо-западу от города Гори, административного центра муниципалитета. Абсолютная высота — 684 метра над уровнем моря.

## Население
По результатам официальной переписи населения 2014 года в Арашенде проживало 646 человек (319 мужчин и 327 женщин). В национальной структуре населения грузины составляли 99,1 %.
| Год  | Население, человек |
| ---- | ------------------ |
| 2002 | 681                |
| 2014 | ↘ 646              |